# Juventus Football Club 1948-1949
Questa voce raccoglie le informazioni riguardanti la Juventus Football Club nelle competizioni ufficiali della stagione 1948-1949.

## Stagione
La Juventus nel campionato di Serie A 1948-1949 si classifica al 4º posto con 44 punti. Quinto consecutivo scudetto per il Torino. Il 4 maggio 1949 l'aereo che riportava a Torino da Lisbona il "Grande Torino", dove aveva giocato una partita amichevole, si schianta contro la collina della Basilica di Superga, non lasciando superstiti. Il Torino che stava dominando il campionato è stato dichiarato Campione d'Italia con delibera del Consiglio Federale il 6 maggio 1949. Le ultime quattro partite del torneo, dopo la sciagura di Superga, vennero disputate dalla squadre "ragazzi" del Torino e dei suoi avversari.

## Divise
| Casa | Trasferta | 1ª portiere |

## Rosa
| N. |                   | Ruolo | Calciatore             |
| -- | ----------------- | ----- | ---------------------- |
|    | Italia (bandiera) | P     | Filippo Cavalli        |
|    | Italia (bandiera) | P     | Luicidio Sentimenti IV |
|    | Italia (bandiera) | D     | Araldo Caprili         |
|    | Italia (bandiera) | D     | Sergio Manente         |
|    | Italia (bandiera) | D     | Pietro Rava (capitano) |
|    | Italia (bandiera) | C     | Stefano Angeleri       |
|    | Italia (bandiera) | C     | Teobaldo Depetrini     |
|    | Italia (bandiera) | C     | Francesco Grosso       |
|    | Italia (bandiera) | C     | Ugo Locatelli          |

| N. |                        | Ruolo | Calciatore              |
| -- | ---------------------- | ----- | ----------------------- |
|    | Italia (bandiera)      | C     | Carlo Parola            |
|    | Italia (bandiera)      | C     | Vittorio Sentimenti III |
|    | Italia (bandiera)      | A     | Giampiero Boniperti     |
|    | Italia (bandiera)      | A     | Emilio Caprile          |
|    | Italia (bandiera)      | A     | Francesco Cergoli       |
|    | Danimarca (bandiera)   | A     | John Hansen             |
|    | Inghilterra (bandiera) | A     | William John Jordan     |
|    | Italia (bandiera)      | A     | Ermes Muccinelli        |
|    | Danimarca (bandiera)   | A     | Johannes Pløger         |

## Risultati

### Serie A

#### Girone di andata
| Arbitro: | Poggipollini (Ferrara) |

|  |           |                                                 |
|  | Marcatori | 6’ V. Sentimenti 13’ Caprile 19’, 85’ Boniperti |

| Arbitro: | Camiolo (Milano) |

|                              |           |                                |
| Muccinelli 1’ Jordan 8’, 38’ | Marcatori | 30’ Galassi 89’ (rig.) Zanolla |

| Arbitro: | Gemini (Roma) |

|                             |           |           |
| Verdeal 49’ Dalla Torre 66’ | Marcatori | 3’ Jordan |

| Arbitro: | Bellè (Venezia) |

|                           |           |  |
| Caprile 54’ Boniperti 88’ | Marcatori |  |

| Arbitro: | Pera (Firenze) |

|                           |           |                                        |
| Korostelev 6’ Cecconi 14’ | Marcatori | 16’, 21’, 85’ Boniperti 79’ Muccinelli |

| Arbitro: | Dattilo (Roma) |

|                     |           |                        |
| Ballarin 36’ (aut.) | Marcatori | 25’ Ossola 77’ Mazzola |

| Arbitro: | Camiolo (Milano) |

|                    |           |  |
| Gei 2’ Baldini 73’ | Marcatori |  |

| Arbitro: | Agnolin (Bassano del Grappa) |

|  |           |            |
|  | Marcatori | 67’ Amadei |

| Arbitro: | Galeati (Bologna) |

|                 |           |           |
| Carello 3’, 64’ | Marcatori | 6’ Parola |

| Arbitro: | Codeluppi (Lodi) |

|  |           |            |
|  | Marcatori | 35’ Fabbri |

| Arbitro: | Marchetti (Milano) |

|                |           |  |
| Muccinelli 88’ | Marcatori |  |

| Arbitro: | Bellè (Venezia) |

|               |           |              |
| Annovazzi 12’ | Marcatori | 8’ Boniperti |

| Arbitro: | G. Bernardi (Bologna) |

|                         |           |                       |
| Caprile 29’ Cergoli 72’ | Marcatori | 1’ Cassani 33’ Gimona |

| Arbitro: | Carpani (Milano) |

|                           |           |  |
| Mike 62’, 83’ Tacconi 85’ | Marcatori |  |

| Arbitro: | Agnolin (Bassano del Grappa) |

|  |           |            |
|  | Marcatori | 11’ Hansen |

| Arbitro: | Cambi (Livorno) |

|                             |           |                                 |
| Hansen 22’, 78’ Caprile 80’ | Marcatori | 42’ Pavesi 71’ (rig.) Boniforti |

| Torino 26 dicembre 1948, ore 14:30 CET 17ª giornata | Juventus        | 0 – 0 referto | Roma | Stadio Comunale\| Arbitro: \| Scotto (Savona) \| |
| Arbitro:                                            | Scotto (Savona) |               |      |                                                  |

| Novara 3 febbraio 1949, ore 15:30 CET 18ª giornata | Novara           | 0 – 0 referto | Juventus | Stadio Comunale di Via Alcarotti\| Arbitro: \| Orlandini (Roma) \| |
| Arbitro:                                           | Orlandini (Roma) |               |          |                                                                    |

| Arbitro: | Massai (Pisa) |

|                                                                   |           |                |
| Caprile 17’ Cergoli 22’ Jordan 25’, 39’ Muccinelli 52’ Hansen 58’ | Marcatori | 66’ Checchetti |

#### Girone di ritorno
| Arbitro: | Matucci (Seregno) |

|                                                      |           |                      |
| Hansen 11’ (rig.), 75’ (rig.) Caprile 47’ Pløger 66’ | Marcatori | 80’ (rig.) Gualtieri |

| Firenze 16 gennaio 1949, ore 14:30 CET 21ª giornata | Fiorentina       | 0 – 0 referto | Juventus | Stadio Comunale\| Arbitro: \| Carpani (Milano) \| |
| Arbitro:                                            | Carpani (Milano) |               |          |                                                   |

| Arbitro: | Dattilo (Roma) |

|                 |           |                 |
| Hansen 37’, 79’ | Marcatori | 43’ Dalla Torre |

| Arbitro: | Scotto (Savona) |

|              |           |  |
| Rossetti 58’ | Marcatori |  |

| Arbitro: | Tassini (Verona) |

|                  |           |  |
| Hansen 2’ (rig.) | Marcatori |  |

| Arbitro: | Galeati (Bologna) |

|                           |           |             |
| Gabetto 17’ Loik 55’, 83’ | Marcatori | 49’ Cergoli |

| Arbitro: | G. Bernardi (Bologna) |

|                                                   |           |         |
| Boniperti 4’, 47’ Muccinelli 16’, 88’ Caprile 76’ | Marcatori | 77’ Gei |

| Arbitro: | Galeati (Bologna) |

|            |           |                |
| Amadei 10’ | Marcatori | 76’ Muccinelli |

| Arbitro: | Boffardi (Genova) |

|                          |           |             |
| Muccinelli 3’ Hansen 37’ | Marcatori | 62’ Peruzzo |

| Arbitro: | Orlandini (Roma) |

|                    |           |                          |
| Cavazzuti 20’, 57’ | Marcatori | 10’ Hansen 41’ Boniperti |

| Arbitro: | Carpani (Milano) |

|                             |           |            |
| Isetto 31’ (rig.) Vörös 66’ | Marcatori | 59’ Hansen |

| Arbitro: | Dattilo (Roma) |

|                |           |             |
| Muccinelli 77’ | Marcatori | 57’ Nordahl |

| Arbitro: | G. Bernardi (Bologna) |

|               |           |                               |
| Stradella 66’ | Marcatori | 8’ Caprile 51’, 76’ Boniperti |

| Arbitro: | Carpani (Milano) |

|               |           |               |
| Boniperti 40’ | Marcatori | 10’, 63’ Mike |

| Arbitro: | Tassini (Verona) |

|                                                  |           |                                  |
| Caprile 12’ Boniperti 30’ Hansen 65’ Manente 78’ | Marcatori | 7’ Turconi 23’ Martini 73’ Toros |

| Arbitro: | Orlandini (Roma) |

|                                    |           |  |
| De Santis 34’ Boniforti 81’ (rig.) | Marcatori |  |

| Arbitro: | Cicardi (Lecco) |

|  |           |             |
|  | Marcatori | 61’ Manente |

| Arbitro: | Picasso (Milano) |

|                                    |           |            |
| Boniperti 25’, 60’ Hansen 51’, 54’ | Marcatori | 44’ Pombia |

| Arbitro: | Valsecchi (Milano) |

|                                                |           |  |
| Beraldo 3’ Checchetti 12’ Arrighini 79’ (rig.) | Marcatori |  |